# Mahamat Saleh
Habib Mahamat Saleh (ur. 2 grudnia 1979 w Abéché) – czadyjski piłkarz występujący na pozycji pomocnika.

## Kariera klubowa
Saleh karierę rozpoczynał w 2003 roku w zespole Gazelle FC. Jego barwy reprezentował do 2008 roku. W 2009 roku przeszedł do Tourbillon FC, w którym grał do 2011 roku. W sezonie 2010 został z nim mistrzem Czadu. W latach 2011–2013 był piłkarzem Foullah Edifice FC. W sezonach 2011 i 2013 wywalczył z nim mistrzostwo Czadu. W 2013 zakończył swoją karierę.

## Kariera reprezentacyjna
W reprezentacji Czadu Saleh zadebiutował 12 października 2003 roku w wygranym 3:1 meczu eliminacji do MŚ 2006 z Angolą. Od 2003 do 2012 wystąpił w kadrze narodowej 18 razy i strzelił 2 gole.